# Sirpa Asko-Seljavaara
Pour les articles homonymes, voir Asko.
Sirpa Asko-Seljavaara (née le 12 octobre 1939 à Helsinki) est une femme politique finlandaise.
Elle est membre du parti de la Coalition nationale.

## Biographie

### Enfance et formation
Elle est née en 1939 à Helsinki.
Elle est diplômé en 1959 de la Lahti Girls' Lyceum, licencié en médecine en 1965 à l'université d’Helsinki. Depuis 1974, elle est docteur en médecine et chirurgie en 1974 à l'université d’Helsinki et professeur de chirurgie plastique.

### Carrière
Elle devient en 2003 députée de la circonscription d'Helsinki. Elle a été réélue lors des législatives de 2007.
Elle réside sur l'île de Lauttasaari, dans le quartier de Vattuniemi.